# Кристина Тот
Кристина Тот (на унгарски: Krisztina Tóth; родена на 29 май 1974 г. в Мишколц) е унгарска състезателка по тенис на маса. Седемкратен европейски шампион.
Участва четири пъти на олимпийски игри през 1996, 2000, 2004 и 2008. На световно първенство през 1995 г. заема трето място. Има общо 22 медала от Европейски първенства.